# 吉田大吾
吉田 大吾（よしだ だいご、1979年4月4日 - ）は日本のお笑い芸人である。POISON GIRL BANDのツッコミ（便乗ボケ）、主にネタ作り担当。

## 人物
- 身長182cm、体重63kg、O型。
- 趣味は散歩、株。特技は単独行動。
- フジロックフェスティバルが大好きで毎年足を運んでいる。また、2015、2016年とテレビ朝日のフジロックフェスティバルの特番に出演している。
- 東京都杉並区荻窪出身。東京都立豊多摩高等学校卒業。小・中学校はせんだみつお、高校は宮崎駿の後輩。
- 2008年5月にレーシック手術を受け、視力を回復させた。
- NSC時代ダンスが選抜コースで一発ギャグ大会では一位だった。
- HIP-HOPグループのMIG MARKETは幼馴染。
- 阿部と同じく『映話』のレギュラーメンバー。
- 佐藤大（グランジ）、福田恵悟（LLR）、長澤喜稔（マキシマムパーパーサム）、橘実（エリートヤンキー）、真栄田賢（スリムクラブ）が集うトークライブ『東京大吾組』の主催。この後輩たちとは、プライベートでも仲が良い。
- 中日ドラゴンズのファンである。
- 2012年より主催ライブ「POISON吉田が5人と漫才」を不定期的に開催。毎回5名の漫才師をゲストに招き、吉田は5名それぞれと即席コンビを組んで漫才を披露する。披露するネタの作成は全て吉田が行い、ボケになるかツッコミになるかは組む相手によって変化する。なお、ライブの司会は坂本雅仁（アホマイルド）が担当している。また、2015年には村上純（しずる）がこれに着想を得て主催ライブ「しずる村上が5人とコント」を開催している。
- 2013年7月22日に入籍したことを、自身が出演するラジオ番組・SCHOOL OF LOCK!で同月25日に発表した[1]。

## 出演
コンビでの出演はPOISON GIRL BANDを参照

### TV
- 株式投資バラエティ 株って行こう!（casTY）
- SWISHROOM（SHOWROOM）MC
- 妻、小学生になる。 第2話（2022年1月28日、TBS） - 寺カフェの客 役
- ブラマヨ弾話室 〜ニッポン、どうかしてるぜ!〜（2018年6月 - 、BSフジ） - 心配ズとして不定期出演

### ラジオ
- SCHOOL OF LOCK!（TOKYO FM、よしだ教頭名義、2012年4月2日から2014年10月2日までレギュラー出演。番組10周年記念で歴代パーソナリティが集合した2015年10月6日の放送と[2]、歴代教頭3DAYS企画が行われた2020年3月3日の放送にも元教頭として出演した[3]。）

### 神保町花月
- 「かくれんぼ」（脚本で参加） 2008年9月17日-9月21日
- 東京大悟組公演「君の瞳がまぶしくて・・・」2009年9月28日-10月5日
- 「Christmas concert in 神保町花月」2009年12月22日-12月24日
- 「あのロックスターはギターが弾けなかった・・・」（脚本で参加）2010年4月21日-4月27日
- 東京大悟組公演「金魚鉢」2010年8月31日-9月3日
- 「その島、気になる島」（2011年1月22日のみゲスト出演）

## 構成
- デリ飯（2018年9月5日 - 9月27日[4]、AbemaTV） - クレジットは「作家」。